# Der Mann, der lächelte (Roman)
Der Mann, der lächelte (schwedisch: Mannen som log) ist das vierte Buch aus Henning Mankells Serie über den fiktiven schwedischen Kommissar Kurt Wallander. Es erschien 1994, ein Jahr nach seinem Vorgänger in der Serie, Die weiße Löwin.

## Inhalt
Ein Stuhl mitten auf der Landstraße. Auf dem Stuhl eine menschengroße Puppe. Es ist der Herbst des Jahres 1993, und Nebel schlingt sich um die Hügel von Brösarp in Skåne. Der Rechtsanwalt macht eine Vollbremsung und steigt aus seinem Wagen. Das ist das Letzte, das er in seinem Leben tut.
Kommissar Kurt Wallander ist psychisch vollkommen zerstört, nachdem er bei seinem letzten Fall einen Menschen erschossen hat. Seit über einem Jahr ist er krankgeschrieben, sein Leben besteht nur noch aus schwerer Depression, die er mit trügerischen Scheinlösungen wie planlosen Reisen und Alkoholexzessen vergeblich zu überwinden versucht. Einsam wandert er bei Wind und Wetter am Strand von Skagen entlang. Dabei fasst er den Entschluss, seine Laufbahn als Kommissar zu beenden, da er sich dem Polizeidienst nicht mehr gewachsen fühlt. Während einer seiner Spaziergänge am Meer wird Wallander von Sten Torstensson, einem alten Bekannten, aufgesucht. Der Rechtsanwalt bittet ihn um Hilfe. Sein Vater, der als Teilhaber in seiner Anwaltskanzlei arbeitete, wurde kürzlich tot in seinem zertrümmerten Auto auf einer einsamen Landstraße gefunden. Die Polizei geht von einem Autounfall infolge überhöhter Geschwindigkeit aus und hat das Geschehene bereits ad acta gelegt, doch Torstensson schenkt dieser Version keinen Glauben. Nie fuhr sein Vater schnell, außerdem war er in der Zeit vor seinem Tod extrem aufgewühlt und unruhig. Sten Torstensson ist sich sicher, dass etwas nicht stimmt. Doch Wallander ändert seine Entscheidung nicht. Er ist entschlossen, seinen Beruf aufzugeben.
Am selben Tag, an dem Wallander sein Abschiedsgesuch einreichen will, liest er in der Zeitung vom Tod Sten Torstenssons. Sten wurde ermordet. Wallander verwirft seinen Entschluss und meldet sich wieder zum Dienst. Im Laufe der Jagd auf den Mörder trifft er auf ein Dickicht von wirtschaftskriminellen Verflechtungen. Als Drahtzieher wird der schwerreiche Wirtschaftsführer Alfred Harderberg vermutet, der es gewohnt ist zu bestimmen und der vor keiner Gewalttat zurückschreckt. Dieser wird beschrieben als ein Mann, der ständig lächelt.
Als Wallander auf dem Landsitz des Mannes einbricht, wird er von dessen Schergen gestellt und soll getötet werden. Ihm gelingt es zu entkommen und in letzter Minute kann er die Flucht des Mannes vom Flughafen Malmö-Sturup verhindern und ihn festnehmen. Er hat die Anwälte umbringen lassen, da sie hinter seine kriminellen Machenschaften gekommen waren. Den Mord an der Sekretärin der Anwälte, die in ihrem Garten in eine Landmine treten sollte, konnte Wallander ebenso verhindern wie seine eigene Tötung, als sein Auto von den Ganoven auf der Landstraße in die Luft gesprengt wurde.

## Zitat
- „Man sagt, dass Schweden langsam und schleichend das Gesicht wechselte.“

## Erfolg
Das Buch war 27 Wochen lang im Jahr 2001 auf dem Platz 1 der Spiegel-Bestsellerliste.

## Verfilmungen
2003 wurde der Roman in Schweden als TV-Krimi verfilmt (siehe Der Mann, der lächelte), die Hauptrolle übernahm erneut Schauspieler Rolf Lassgård, Regie führte Leif Lindblom. Die deutsche Fassung wurde 2004 vom ZDF synchronisiert und im Januar des folgenden Jahres als Zweiteiler ausgestrahlt. Der Film ist die sechste Wallander Verfilmung und erschien am 28. März 2005 als DVD-Version. Zum zweiten Mal nach ihrem Auftritt in Die fünfte Frau erscheint in diesem Film auch Wallanders Kollegin Maya Thysell, die in den Büchern nicht existiert.
2010 wurde der Roman unter dem Titel Kommissar Wallander: Der Mann, der lächelte erneut von Degeto verfilmt. Kenneth Branagh spielt den Kommissar Wallander.

## Hörspiel
2001 produzierte STIL im Auftrag des Hörverlags ein deutschsprachiges Hörspiel mit Christoph Schobesberger als Erzähler und Heinz Kloss als Wallander. Die Bearbeitung führte Moritz Wulf Lange durch, die Spieldauer beträgt 107 Minuten.

## Kritiken
- „Was Spannung angeht, steht Mankell keinem amerikanischen oder britischen Meister des Actionromans nach. … Henning Mankells Roman ist eine wunderbar erzählte Geschichte vom heutigen Jedermann. Wirklich, ein moderner Krimi.“ – Gerhard Beckmann, Welt am Sonntag
- „Auch Henning Mankells neuester Kriminalroman ‚Der Mann, der lächelte‘ hat wieder alle jene Qualitäten, die den Autor zu einem der meistgelesenen Kriminalschriftsteller Deutschlands gemacht haben. Wallander-Krimis zu lesen bedeutet, in eine wohl bekannte, wohlige Welt des Schreckens einzutauchen.“ – Der Spiegel
- „Klassenkampf auf schwedisch“ (Wertung: 68 %) –  Krimi-Couch.de[1]